# Budeasa (gmina)
Budeasa – gmina w Rumunii, w okręgu Ardżesz. Obejmuje miejscowości Budeasa Mare, Budeasa Mică, Calotești, Gălășești, Rogojina i Valea Mărului. W 2011 roku liczyła 4004 mieszkańców.